# Arcieparchia di Teheran
L'arcieparchia di Teheran (in latino Archieparchia Teheranensis Chaldaeorum) è una sede metropolitana senza suffraganee della Chiesa cattolica caldea in Iran. Nel 2022 contava 1.770 battezzati. È retta dall'arcieparca Imad Khoshaba Gargees.

## Territorio
L'arcieparchia comprende il territorio dell'Iran a nord del 33º parallelo.
Sede arcieparchiale è la città di Teheran, dove si trova la cattedrale di San Giuseppe.
Il territorio è suddiviso in 7 parrocchie.

## Storia
L'arcieparchia di Senha fu eretta nel 1853, ricavandone il territorio dall'arcieparchia di Kirkuk.
A Teheran fu eretto un vicariato patriarcale nel 1895, dipendente direttamente dal patriarcato di Babilonia dei Caldei.
Dal 1946 l'arcieparca trasferì la sua sede nella capitale.
Il 3 gennaio 1966 ha ceduto una porzione di territorio a vantaggio dell'erezione dell'arcieparchia di Ahwaz.
Il 16 marzo 1971, in forza del decreto Inde ab anno della Congregazione per le Chiese orientali, ha assunto il nome attuale.

## Cronotassi dei vescovi
Si omettono i periodi di sede vacante non superiori ai 2 anni o non storicamente accertati.
- Jerome Shimun Sinjari † (7 settembre 1853 consacrato - 1885 dimesso)
  - Matteo Paolo Chamminà † (1885 - 1892 ritirato) (amministratore patriarcale)
  - Ciriaco Giorgio Goga † (1893 - 18 gennaio 1911 deceduto) (amministratore patriarcale)
- Jean Nissan † (12 maggio 1914 - 20 aprile 1937 nominato arcieparca, titolo personale, di Zākhō)
- Abraham Elias † (6 settembre 1938 - 15 febbraio 1940 deceduto)
- Joseph Cheikho † (22 maggio 1944 - 7 marzo 1970 ritirato[1])
- Youhannan Semaan Issayi † (7 marzo 1970 succeduto - 7 febbraio 1999 deceduto)
- Ramzi Garmou (7 febbraio 1999 succeduto - 22 dicembre 2018 nominato arcieparca di Diyarbakır)
  - Sede vacante (2018-2023)[2]
- Imad Khoshaba Gargees, dal 26 settembre 2023

## Statistiche
L'arcieparchia nel 2022 contava 1.770 battezzati.
| anno | popolazione | popolazione | popolazione | presbiteri | presbiteri | presbiteri | presbiteri                | diaconi | religiosi | religiosi | parrocchie |
| anno | battezzati  | totale      | %           | numero     | secolari   | regolari   | battezzati per presbitero | diaconi | uomini    | donne     | parrocchie |
| ---- | ----------- | ----------- | ----------- | ---------- | ---------- | ---------- | ------------------------- | ------- | --------- | --------- | ---------- |
| 1896 | 700         | ?           | ?           | 2          |            |            | 350                       |         |           |           | 2          |
| 1913 | 900         | ?           | ?           | 3          |            |            | 300                       |         |           |           | 2          |
| 1949 | 5.000       | 10.000.000  | 0,1         | 6          | 6          |            | 833                       |         |           |           | 6          |
| 1970 | 8.100       | 14.000.000  | 0,1         | 12         | 5          | 7          | 675                       |         | 7         | 10        | 6          |
| 1980 | 9.000       | ?           | ?           | 13         | 10         | 3          | 692                       | 11      | 3         | 14        | 9          |
| 1990 | 5.000       | ?           | ?           | 8          | 7          | 1          | 625                       |         | 1         | 14        | 10         |
| 1999 | 3.500       | ?           | ?           | 5          | 4          | 1          | 700                       | 8       | 1         | 15        | 5          |
| 2000 | 3.000       | ?           | ?           | 5          | 4          | 1          | 600                       | 6       | 1         | 13        | 5          |
| 2001 | 3.150       | ?           | ?           | 5          | 4          | 1          | 630                       | 5       | 1         | 13        | 5          |
| 2002 | 2.880       | ?           | ?           | 5          | 4          | 1          | 576                       | 5       | 1         | 14        | 5          |
| 2003 | 3.000       | ?           | ?           | 5          | 4          | 1          | 600                       | 5       | 1         | 12        | 5          |
| 2004 | 3.000       | ?           | ?           | 5          | 4          | 1          | 600                       | 3       | 1         | 12        | 6          |
| 2009 | 2.650       | ?           | ?           | 6          | 4          | 2          | 441                       | 3       | 2         | 9         | 6          |
| 2010 | 2.000       | ?           | ?           | 7          | 3          | 4          | 285                       | 3       | 4         | 8         | 6          |
| 2014 | 2.500       | ?           | ?           | 3          | 3          |            | 833                       |         |           | 6         | 6          |
| 2017 | 2.000       | ?           | ?           | 6          | 6          |            | 333                       |         |           | 5         | 5          |
| 2020 | 1.740       | ?           | ?           | 3          | 3          |            | 580                       |         |           | 5         | 5          |
| 2022 | 1.770       | ?           | ?           | 4          | 4          |            | 442                       |         |           | 3         | 7          |